# Velká Tisová
Velká Tisová (německy Großer Eibenberg) je táhlý zalesněný znělcový vrch o nadmořské výšce 693 metrů nad mořem, v Klíčské hornatině Lužických hor na severu České republiky v okrese Děčín, asi 2 km na západ od železniční stanice Jedlová, 2 km na jihovýchod od Chřibské přehrady. Vysokým částečně listnatým lesem porostlý hřbet se svažuje západně k Malé Tisové a je rozvodím Kamenice a Chřibské Kamenice, nabízí jen ojedinělé dílčí výhledy. Po severním úbočí kopce vede mezinárodní červená turistická cesta E3, kolem níž jsou rozesety řopíky československého pohraničního opevnění postavené v letech 1937–1938.